# Xã Kingsland, Quận Cleveland, Arkansas
Xã Kingsland (tiếng Anh: Kingsland Township) là một xã thuộc quận Cleveland, tiểu bang Arkansas, Hoa Kỳ. Năm 2010, dân số của xã này là 1.006 người.